# Liste der Baudenkmale in der Ortschaft Nord
In der Liste sind die Baudenkmale in der Ortschaft Nord der niedersächsischen Stadt Salzgitter aufgelistet. Die Einträge in den Listen basieren auf dem Denkmalatlas Niedersachsen. Der Stand der Liste ist der 28. Juni 2022.

## Legende
In den Spalten befinden sich folgende Informationen:
- Lage: die Adresse des Baudenkmales und die geographischen Koordinaten. Kartenansicht, um Koordinaten zu setzen. In der Kartenansicht sind Baudenkmale ohne Koordinaten mit einem roten Marker dargestellt und können in der Karte gesetzt werden. Baudenkmale ohne Bild sind mit einem blauen Marker gekennzeichnet, Baudenkmale mit Bild mit einem grünen Marker.
- Bezeichnung: Bezeichnung des Baudenkmales
- Beschreibung: die Beschreibung des Baudenkmales. Unter § 3 Abs. 2 NDSchG werden Einzeldenkmale und unter § 3 Abs. 3 NDSchG Gruppen baulicher Anlagen und deren Bestandteile ausgewiesen.
- ID: die Objekt-ID des Baudenkmales
- Bild: ein Bild des Baudenkmales, ggf. zusätzlich mit einem Link zu weiteren Fotos des Baudenkmals im Medienarchiv Wikimedia Commons. Wenn man auf das Kamerasymbol klickt, können Fotos zu Baudenkmalen aus dieser Liste hochgeladen werden:

## Bruchmachtersen
| Lage                                          | Bezeichnung         | Beschreibung | ID       | Bild           |
| --------------------------------------------- | ------------------- | --- | -------- | -------------- |
| Am Thie 2 52° 8′ 21″ N, 10° 18′ 50″ O         | Kirche und Kirchhof | Die Kirche wurde 1182 erstmals erwähnt. Kirchenschiff und Chor sind quadratisch, der Chorraum wurde später angefügt. Das Zifferblatt der alten Turmuhr hatte nur einen Stundenzeiger, es ist heute (2022) im Innenraum aufgehängt. Der Turm wurde 1829 zum Teil abgetragen und in das Kirchenschiff integriert, die Glocken sind im Dachreiter über dem alten Turm aufgehängt. | 31190930 | Weitere Bilder |
| Söhlekamp 43 52° 8′ 21″ N, 10° 18′ 55″ O      | Wohnhaus            | | 31221507 | BW             |
| An der Heerstraße 52° 8′ 0″ N, 10° 18′ 36″ O  | Mühlengraben        | Mühlenteich Untere Sukopsmühle | 31224585 | BW             |
| An der Heerstraße 52° 7′ 59″ N, 10° 18′ 35″ O | Wasserführung       | | 31224602 | BW             |
| An der Heerstraße 52° 8′ 0″ N, 10° 18′ 35″ O  | Stauwehr            | Mühlenteich Untere Sukopsmühle | 31225100 | BW             |
| An der Heerstraße 52° 8′ 2″ N, 10° 18′ 37″ O  | Stall               | Untere Sukopsmühle | 31221289 | BW             |
| An der Heerstraße 52° 8′ 1″ N, 10° 18′ 37″ O  | Scheune             | Untere Sukopsmühle | 31221310 | BW             |
| An der Heerstraße 52° 8′ 1″ N, 10° 18′ 37″ O  | Wohnhaus            | Untere Sukopsmühle | 31221350 | BW             |
| An der Heerstraße 52° 8′ 1″ N, 10° 18′ 36″ O  | Untere Sukopsmühle  | Untere Sukopsmühle | 31221371 |                |
| An der Heerstraße 52° 8′ 1″ N, 10° 18′ 35″ O  | Nebengebäude        | Untere Sukopsmühle | 31221331 | BW             |
| An der Heerstraße 52° 8′ 2″ N, 10° 18′ 35″ O  | Wohnhaus            | Untere Sukopsmühle | 31221486 | BW             |
| An der Heerstraße 52° 7′ 57″ N, 10° 18′ 29″ O | Nebengebäude        | Obere Sukopsmühle | 31221449 | BW             |
| An der Heerstraße 52° 7′ 56″ N, 10° 18′ 27″ O | Wirtschaftsgebäude  | Obere Sukopsmühle | 31221430 | BW             |
| An der Heerstraße 52° 7′ 56″ N, 10° 18′ 27″ O | Wohnhaus            | Obere Sukopsmühle | 31221411 |                |
| An der Heerstraße 52° 7′ 56″ N, 10° 18′ 25″ O | Mühlengraben        | Mühlenteiche Obere Sukopsmühle | 31225117 | BW             |
| An der Heerstraße 52° 7′ 55″ N, 10° 18′ 25″ O | Stauwehr            | Mühlenteiche Obere Sukopsmühle | 31225117 | BW             |

## Engelnstedt

### Gruppe: Gedenkstätte Jammertal
Baudenkmal (Gruppe):

| Lage                                      | Bezeichnung            | Beschreibung | ID       | Bild           |
| ----------------------------------------- | ---------------------- | ------------ | -------- | -------------- |
| Peiner Straße 52° 9′ 28″ N, 10° 21′ 20″ O | Gedenkstätte Jammertal |              | 31191208 | Weitere Bilder |

Baudenkmale (Einzeln):

| Lage                                      | Bezeichnung     | Beschreibung                         | ID       | Bild |
| ----------------------------------------- | --------------- | ------------------------------------ | -------- | ---- |
| Peiner Straße 52° 9′ 28″ N, 10° 21′ 21″ O | Friedhofsanlage |                                      | 31222069 | BW   |
| Peiner Straße 52° 9′ 28″ N, 10° 21′ 17″ O | Gedenkstein     |                                      | 31222048 | BW   |
| Peiner Straße 52° 9′ 26″ N, 10° 21′ 18″ O | Obelisk         | Polnisches Mahnmal                   | 31222029 | BW   |
| Peiner Straße 52° 9′ 26″ N, 10° 21′ 20″ O | Obelisk         | Mahnmal der alliierten Nationen 1946 | 31221989 | BW   |
| Peiner Straße 52° 9′ 26″ N, 10° 21′ 22″ O | Gedenkstein     | Jüdisches Mahnmal                    | 31222010 | BW   |
| Peiner Straße 52° 9′ 25″ N, 10° 21′ 22″ O | Obelisk         | Sowjetisches Mahnmal 1945            | 31221968 | BW   |

### Gruppe: Kirchhof Engelnstedt
Baudenkmal (Gruppe):

| Lage                                       | Bezeichnung          | Beschreibung | ID       | Bild           |
| ------------------------------------------ | -------------------- | ------------ | -------- | -------------- |
| Pfarrwinkel 6 52° 10′ 14″ N, 10° 21′ 25″ O | Kirchhof Engelnstedt |              | 31190982 | Weitere Bilder |

Baudenkmale (Einzeln):

| Lage                                       | Bezeichnung    | Beschreibung | ID       | Bild           |
| ------------------------------------------ | -------------- | --- | -------- | -------------- |
| Pfarrwinkel 6 52° 10′ 15″ N, 10° 21′ 26″ O | Kirche         | Der im romanischen Stil gehaltene Bruchsteinbau wurde etwa 1313 erbaut. Der hölzerne Barockaltar ist von 1737. Die Kirche wurde 2007 auf den Namen „Cosmas & Damian“ getauft. | 31222088 |                |
| Pfarrwinkel 6 52° 10′ 14″ N, 10° 21′ 26″ O | Kirchhof       | | 31222145 | BW             |
| Pfarrwinkel 6 52° 10′ 15″ N, 10° 21′ 24″ O | Baumbestand    | | 31226130 | BW             |
| Pfarrwinkel 6 52° 10′ 15″ N, 10° 21′ 25″ O | Kriegerdenkmal | Kriegerdenkmal neben der Kirche für die Gefallenen der beiden Weltkriege | 31222126 | Weitere Bilder |
| Pfarrwinkel 6 52° 10′ 15″ N, 10° 21′ 25″ O | Grabstein      | Grabstein des Pastors Ernst Friedrich Scheur - 1693 bis 1726 Pfarrer in Engelnstedt                                                                                           | 31222107 |                |

### Gruppe: Hofanlage Auf der Graube 17
Baudenkmal (Gruppe):

| Lage                                           | Bezeichnung                 | Beschreibung | ID       | Bild |
| ---------------------------------------------- | --------------------------- | ------------ | -------- | ---- |
| Auf der Graube 17 52° 10′ 15″ N, 10° 21′ 19″ O | Hofanlage Auf der Graube 17 |              | 31190995 | BW   |

Baudenkmale (Einzeln):

| Lage                                           | Bezeichnung | Beschreibung | ID       | Bild |
| ---------------------------------------------- | ----------- | ------------ | -------- | ---- |
| Auf der Graube 17 52° 10′ 15″ N, 10° 21′ 19″ O | Scheune     |              | 31221867 | BW   |
| Auf der Graube 17 52° 10′ 14″ N, 10° 21′ 19″ O | Stall       |              | 31221886 | BW   |
| Auf der Graube 17 52° 10′ 15″ N, 10° 21′ 20″ O | Wohnhaus    |              | 31221846 | BW   |

### Baudenkmale (Einzeln)
| Lage                                           | Bezeichnung | Beschreibung | ID       | Bild |
| ---------------------------------------------- | ----------- | ------------ | -------- | ---- |
| Auf der Graube 23 52° 10′ 16″ N, 10° 21′ 25″ O | Pfarrhaus   |              | 31221923 |      |
| Im Meer 18 52° 10′ 9″ N, 10° 21′ 22″ O         | Wohnhaus    |              | 31221946 | BW   |

## Lebenstedt

### Gruppe: Siedlg. Salzgitter-Lebenstedt (I)
Baudenkmal (Gruppe):

| Lage                        | Bezeichnung                       | Beschreibung | ID       | Bild |
| --------------------------- | --------------------------------- | ------------ | -------- | ---- |
| 52° 8′ 57″ N, 10° 19′ 17″ O | Siedlg. Salzgitter-Lebenstedt (I) |              | 31191193 | BW   |

Baudenkmale (Einzeln):

| Lage                                                                                  | Bezeichnung      | Beschreibung | ID       | Bild |
| ------------------------------------------------------------------------------------- | ---------------- | ------------ | -------- | ---- |
| Kattowitzer Straße 180 52° 9′ 4″ N, 10° 19′ 21″ O                                     | Hochbunker       |              | 31196906 |      |
| Kampstraße 55, 57, 59, 61 52° 9′ 4″ N, 10° 19′ 14″ O                                  | Häuserzeile      |              | 31196744 | BW   |
| Kampstraße 43, 45, 47, 49, 51, 53, 53A 52° 9′ 2″ N, 10° 19′ 11″ O                     | Häuserzeile      |              | 31196510 | BW   |
| Kampstraße 37/39/41 52° 9′ 1″ N, 10° 19′ 7″ O                                         | Gästehaus        |              | 31196436 | BW   |
| Kampstraße 37 52° 9′ 1″ N, 10° 19′ 5″ O                                               | Terrassenanlage  |              | 31225066 | BW   |
| Kampstraße 37 52° 9′ 0″ N, 10° 19′ 4″ O                                               | Stützmauer       |              | 31224568 | BW   |
| Kampstraße 35 52° 8′ 59″ N, 10° 19′ 6″ O                                              | Wohnhaus         |              | 31196400 | BW   |
| Kampstraße 29, 31, 33 52° 8′ 58″ N, 10° 19′ 7″ O                                      | Mehrfamilienhaus |              | 31196346 | BW   |
| Kampstraße 36, 38, 40, 42, 44, 46, 48, 50, 52 52° 9′ 0″ N, 10° 19′ 13″ O              | Häuserzeile      |              | 31196418 | BW   |
| Kampstraße 54, 56 52° 9′ 2″ N, 10° 19′ 17″ O                                          | Mehrfamilienhaus |              | 31196726 | BW   |
| Kampstraße 27 52° 8′ 57″ N, 10° 19′ 8″ O                                              | Wohnhaus         |              | 31196310 | BW   |
| Kampstraße 28 52° 8′ 57″ N, 10° 19′ 11″ O                                             | Wohnhaus         |              | 31196328 | BW   |
| Gadenstedter Straße 1, 3, 5, 7, 9, 11, 13, 15, 17 52° 8′ 59″ N, 10° 19′ 15″ O         | Häuserzeile      |              | 31195428 | BW   |
| Kampstraße 11, 13, 15, 17, 19, 21, 23, 25 52° 8′ 54″ N, 10° 19′ 12″ O                 | Häuserzeile      |              | 31196184 | BW   |
| Gadenstedter Straße 19, 21 52° 9′ 1″ N, 10° 19′ 19″ O                                 | Mehrfamilienhaus |              | 31195716 | BW   |
| Ackerstraße 1, 3, 5, 7, 9, 11, 13, 15, 17 52° 8′ 57″ N, 10° 19′ 17″ O                 | Häuserzeile      |              | 31192842 | BW   |
| Ackerstraße 19, 21 52° 8′ 58″ N, 10° 19′ 22″ O                                        | Mehrfamilienhaus |              | 31193166 | BW   |
| Ackerstraße 2, 4, 6, 8, 10, 12, 14 52° 8′ 55″ N, 10° 19′ 18″ O                        | Häuserzeile      |              | 31192860 | BW   |
| Ackerstraße 16, 18 52° 8′ 57″ N, 10° 19′ 21″ O                                        | Mehrfamilienhaus |              | 31193112 | BW   |
| Fuhsestraße 1, 3, 5, 7, 9, 11, 13, 15, 15A, 17, 19, 21 52° 8′ 54″ N, 10° 19′ 20″ O    | Häuserzeile      |              | 31194924 | BW   |
| Fuhsestraße 23, 25 52° 8′ 56″ N, 10° 19′ 25″ O                                        | Mehrfamilienhaus |              | 31195356 | BW   |
| Fuhsestraße 2 52° 8′ 52″ N, 10° 19′ 18″ O                                             | Wohnhaus         |              | 31194942 | BW   |
| Fuhsestraße 4, 6, 8, 10, 12, 14, 16, 16A, 18 52° 8′ 54″ N, 10° 19′ 22″ O              | Häuserzeile      |              | 31194978 | BW   |
| Fuhsestraße 20, 22 52° 8′ 55″ N, 10° 19′ 24″ O                                        | Mehrfamilienhaus |              | 31195302 | BW   |
| Am Mühlenstahl 1, 3, 5, 7, 9, 11, 13, 13A, 15, 17, 19, 21 52° 8′ 52″ N, 10° 19′ 23″ O | Häuserzeile      |              | 31193202 | BW   |
| Am Mühlenstahl 23, 25 52° 8′ 54″ N, 10° 19′ 28″ O                                     | Mehrfamilienhaus |              | 31193508 | BW   |
| Am Mühlenstahl 2 52° 8′ 50″ N, 10° 19′ 21″ O                                          | Wohnhaus         |              | 31193220 | BW   |
| Am Mühlenstahl 6 52° 8′ 51″ N, 10° 19′ 22″ O                                          | Wohnhaus         |              | 31193274 | BW   |
| Am Mühlenstahl 10 52° 8′ 51″ N, 10° 19′ 24″ O                                         | Wohnhaus         |              | 31193328 | BW   |
| Am Mühlenstahl 14 52° 8′ 52″ N, 10° 19′ 25″ O                                         | Wohnhaus         |              | 31193400 | BW   |
| Am Mühlenstahl 18 52° 8′ 53″ N, 10° 19′ 27″ O                                         | Wohnhaus         |              | 31193454 | BW   |
| Bruchmachtersenstraße 1 52° 8′ 49″ N, 10° 19′ 21″ O                                   | Wohnhaus         |              | 31194095 | BW   |
| Bruchmachtersenstraße 5 52° 8′ 50″ N, 10° 19′ 23″ O                                   | Wohnhaus         |              | 31194113 | BW   |
| Bruchmachtersenstraße 9 52° 8′ 51″ N, 10° 19′ 24″ O                                   | Wohnhaus         |              | 31194167 | BW   |
| Bruchmachtersenstraße 13 52° 8′ 52″ N, 10° 19′ 26″ O                                  | Wohnhaus         |              | 31194221 | BW   |
| Bruchmachtersenstraße 17 52° 8′ 53″ N, 10° 19′ 27″ O                                  | Wohnhaus         |              | 31194275 | BW   |
| Bruchmachtersenstraße 21 52° 8′ 53″ N, 10° 19′ 29″ O                                  | Wohnhaus         |              | 31194311 | BW   |
| Bruchmachtersenstraße 6, 8, 10, 12, 14 52° 8′ 50″ N, 10° 19′ 26″ O                    | Häuserzeile      |              | 31194131 | BW   |
| Bruchmachtersenstraße 16, 18 52° 8′ 51″ N, 10° 19′ 30″ O                              | Mehrfamilienhaus |              | 31194257 | BW   |
| Kattowitzer Straße 81, 83, 85, 87 52° 8′ 50″ N, 10° 19′ 32″ O                         | Häuserzeile      |              | 31196834 | BW   |
| Gleiwitzer Straße 2, 4, 6, 8, 10 52° 8′ 48″ N, 10° 19′ 30″ O                          | Häuserzeile      |              | 31195752 | BW   |

### Gruppe: Salzgitter-Lebenstedt (II)
Baudenkmal (Gruppe):

| Lage                        | Bezeichnung                | Beschreibung | ID       | Bild |
| --------------------------- | -------------------------- | ------------ | -------- | ---- |
| 52° 8′ 41″ N, 10° 19′ 52″ O | Salzgitter-Lebenstedt (II) |              | 31191725 | BW   |

Baudenkmale (Einzeln):

| Lage                                                                                              | Bezeichnung         | Beschreibung                              | ID       | Bild |
| ------------------------------------------------------------------------------------------------- | ------------------- | ----------------------------------------- | -------- | ---- |
| Saldersche Straße 2, 4, 6, 8 52° 8′ 51″ N, 10° 19′ 36″ O                                          | Häuserzeile         |                                           | 31197396 | BW   |
| Saldersche Straße 10, 12, 14, 16, 18, 20, 22, 24 52° 8′ 47″ N, 10° 19′ 39″ O                      | Häuserzeile         |                                           | 31197432 | BW   |
| An der Windmühle 2 A 52° 8′ 43″ N, 10° 19′ 42″ O                                                  | Wohnhaus            |                                           | 31193782 | BW   |
| An der Windmühle 2 B 52° 8′ 44″ N, 10° 19′ 42″ O                                                  | Wohnhaus            |                                           | 31193801 | BW   |
| An der Windmühle 2 B 52° 8′ 44″ N, 10° 19′ 43″ O                                                  | Ladenlokal          |                                           | 31225522 | BW   |
| Saldersche Straße 28, 30, 32, 34 52° 8′ 41″ N, 10° 19′ 45″ O                                      | Häuserzeile         |                                           | 31197738 | BW   |
| Saldersche Straße 36, 38, 40, 42 52° 8′ 38″ N, 10° 19′ 48″ O                                      | Häuserzeile         |                                           | 31197882 | BW   |
| Saldersche Straße 44, 46 52° 8′ 35″ N, 10° 19′ 51″ O                                              | Mehrfamilienhaus    |                                           | 31198026 | BW   |
| Saldersche Straße 48, 50, 52, 54, 56, 58, 60, 62 52° 8′ 31″ N, 10° 19′ 55″ O                      | Häuserzeile         |                                           | 31198104 | BW   |
| Saldersche Straße 5, 7, 9, 11, 13, 15, 17, 19, 21, 23, 25, 27, 29, 31 52° 8′ 49″ N, 10° 19′ 41″ O | Häuserzeile         |                                           | 31197342 | BW   |
| An der Windmühle 52° 8′ 46″ N, 10° 19′ 45″ O                                                      | Umspannstation      |                                           | 31193744 | BW   |
| An der Windmühle 27 a 52° 8′ 54″ N, 10° 19′ 53″ O                                                 | Wohnhaus            | Hausmeisterwohnhaus der ehem. Volksschule | 31194058 | BW   |
| An der Windmühle 27 52° 8′ 51″ N, 10° 19′ 53″ O                                                   | Schule              | Volksschule                               | 31194039 | BW   |
| An der Windmühle 2, 4, 6, 8, 10, 12, 14, 16, 18, 20, 22, 24, 26, 28 52° 8′ 46″ N, 10° 19′ 49″ O   | Häuserzeile         |                                           | 31193931 | BW   |
| Am Schölkegraben 17, 19, 21 52° 8′ 47″ N, 10° 19′ 55″ O                                           | Mehrfamilienhaus    |                                           | 31193690 | BW   |
| Saldersche Straße 33, 35 52° 8′ 44″ N, 10° 19′ 46″ O                                              | Mehrfamilienhaus    |                                           | 31197828 | BW   |
| Saldersche Straße 37, 39 52° 8′ 43″ N, 10° 19′ 47″ O                                              | Mehrfamilienhaus    |                                           | 31197900 | BW   |
| Saldersche Straße 41, 43 52° 8′ 42″ N, 10° 19′ 48″ O                                              | Mehrfamilienhaus    |                                           |          | BW   |
| Saldersche Straße 45, 47 52° 8′ 41″ N, 10° 19′ 48″ O                                              | Mehrfamilienhaus    |                                           | 31198047 | BW   |
| Saldersche Straße 49, 51 52° 8′ 40″ N, 10° 19′ 49″ O                                              | Mehrfamilienhaus    |                                           | 31197972 | BW   |
| Saldersche Straße 53, 55 52° 8′ 40″ N, 10° 19′ 50″ O                                              | Mehrfamilienhaus    |                                           | 31198194 | BW   |
| Saldersche Straße 57, 59, 61, 63, 65, 67, 69, 71 52° 8′ 37″ N, 10° 19′ 52″ O                      | Häuserzeile         |                                           | 31198266 | BW   |
| Swindonstraße 2, 4, 6, 8 52° 8′ 35″ N, 10° 19′ 56″ O                                              | Häuserzeile         |                                           | 31198644 | BW   |
| Saldersche Straße 73, 75, 77, 79, 81, 83, 85, 87 52° 8′ 32″ N, 10° 19′ 58″ O                      | Häuserzeile         |                                           | 31198464 | BW   |
| Swindonstraße 1, 3, 5, 7, 9, 11, 13, 15, 17, 19, 21, 23 52° 8′ 38″ N, 10° 19′ 57″ O               | Häuserzeile         |                                           | 31198626 | BW   |
| Swindonstraße 10, 12, 14, 16 52° 8′ 37″ N, 10° 20′ 0″ O                                           | Häuserzeile         |                                           | 31198788 | BW   |
| Swindonstraße 18, 20, 22, 24 52° 8′ 38″ N, 10° 20′ 3″ O                                           | Häuserzeile         |                                           | 31198932 | BW   |
| Am Schölkegraben 1, 3 52° 8′ 41″ N, 10° 20′ 3″ O                                                  | Wohn-/Geschäftshaus |                                           | 31193544 | BW   |
| Diestelweg 1 c 52° 8′ 41″ N, 10° 20′ 2″ O                                                         | Garagenhof          |                                           | 31225853 | BW   |
| Diestelweg 1 c 52° 8′ 40″ N, 10° 20′ 1″ O                                                         | Nebengebäude        |                                           | 31194365 | BW   |
| Diestelweg 1 c 52° 8′ 41″ N, 10° 20′ 1″ O                                                         | Wohnhaus            |                                           | 31194347 | BW   |
| Distelweg 1 52° 8′ 42″ N, 10° 20′ 3″ O                                                            | Wohnhaus            |                                           | 31194329 | BW   |
| Distelweg 3 52° 8′ 41″ N, 10° 20′ 0″ O                                                            | Wohnhaus            |                                           | 31194402 | BW   |
| Distelweg 5 52° 8′ 40″ N, 10° 19′ 59″ O                                                           | Wohnhaus            |                                           | 31194438 | BW   |
| Distelweg 7 52° 8′ 40″ N, 10° 19′ 58″ O                                                           | Wohnhaus            |                                           | 31194474 | BW   |
| Distelweg 9 52° 8′ 39″ N, 10° 19′ 57″ O                                                           | Wohnhaus            |                                           | 31194510 | BW   |
| Klevergarten 1, 3, 5, 7, 9 52° 8′ 39″ N, 10° 19′ 54″ O                                            | Häuserzeile         |                                           | 31196926 | BW   |
| Klevergarten 11, 13, 15, 17, 19, 21 52° 8′ 41″ N, 10° 19′ 52″ O                                   | Häuserzeile         |                                           | 31197016 | BW   |
| Klevergarten 23 52° 8′ 43″ N, 10° 19′ 50″ O                                                       | Wohnhaus            |                                           | 31197124 | BW   |
| Klevergarten 25 52° 8′ 43″ N, 10° 19′ 49″ O                                                       | Wohnhaus            |                                           | 31197142 | BW   |
| Klevergarten 27 52° 8′ 44″ N, 10° 19′ 49″ O                                                       | Wohnhaus            |                                           | 31197160 | BW   |
| Flachsweg 2, 4, 6, 8, 10, 12, 14, 16 52° 8′ 45″ N, 10° 19′ 52″ O                                  | Häuserzeile         |                                           | 31194636 | BW   |
| Flachsweg 1, 3, 5, 7, 9, 11, 13, 15, 17 52° 8′ 45″ N, 10° 19′ 54″ O                               | Häuserzeile         |                                           | 31194654 | BW   |
| Am Schölkegraben 11, 13, 15 52° 8′ 46″ N, 10° 19′ 58″ O                                           | Ladenlokal          |                                           | 31193636 | BW   |
| Hummelweg 2, 4, 6, 8, 10, 12, 14, 16, 18 52° 8′ 44″ N, 10° 19′ 56″ O                              | Häuserzeile         |                                           | 31195860 | BW   |
| Hummelweg 1, 3, 5, 7, 9, 11, 13 52° 8′ 43″ N, 10° 19′ 57″ O                                       | Häuserzeile         |                                           | 31195842 | BW   |
| Am Schölkegraben 5 52° 8′ 44″ N, 10° 20′ 1″ O                                                     | Pavillon            | Verkaufspavillon                          | 31193580 | BW   |
| Am Schölkegraben 7, 9 52° 8′ 43″ N, 10° 20′ 1″ O                                                  | Ladenlokal          |                                           | 31193598 | BW   |
| Diestelweg 2, 4, 6, 8, 10, 12, 14, 16, 18 52° 8′ 41″ N, 10° 19′ 58″ O                             | Häuserzeile         |                                           | 31194384 | BW   |

### Gruppe: Alter Friedhof Lebenstedt
Baudenkmal (Gruppe):

| Lage                        | Bezeichnung               | Beschreibung | ID       | Bild |
| --------------------------- | ------------------------- | ------------ | -------- | ---- |
| 52° 9′ 13″ N, 10° 19′ 29″ O | Alter Friedhof Lebenstedt |              | 31191222 | BW   |

Baudenkmale (Einzeln):

| Lage                                | Bezeichnung    | Beschreibung | ID       | Bild |
| ----------------------------------- | -------------- | ------------ | -------- | ---- |
| Posthof 52° 9′ 14″ N, 10° 19′ 28″ O | Ehrenanlage    | 1939/45      | 31197270 |      |
| Posthof 52° 9′ 14″ N, 10° 19′ 29″ O | Kriegerdenkmal | 1870/71      | 31197234 |      |
| Posthof 52° 9′ 14″ N, 10° 19′ 30″ O | Kapelle        |              | 31197288 |      |

### Gruppe: Historische Ortslage Lebenstedt: Klunkau
Baudenkmal (Gruppe):

| Lage                                          | Bezeichnung                              | Beschreibung | ID       | Bild |
| --------------------------------------------- | ---------------------------------------- | ------------ | -------- | ---- |
| Klunkau 16, 17, 19 52° 9′ 2″ N, 10° 19′ 33″ O | Historische Ortslage Lebenstedt: Klunkau |              | 31191543 |      |

Baudenkmale (Einzeln):

| Lage                                  | Bezeichnung | Beschreibung | ID       | Bild |
| ------------------------------------- | ----------- | ------------ | -------- | ---- |
| Klunkau 19 52° 9′ 2″ N, 10° 19′ 32″ O | Scheune     |              | 31197216 | BW   |
| Klunkau 17 52° 9′ 1″ N, 10° 19′ 33″ O | Wohnhaus    |              | 31197196 | BW   |
| Klunkau 16 52° 9′ 2″ N, 10° 19′ 35″ O | Wohnhaus    |              | 31197178 | BW   |

### Baudenkmale (Einzeln)
| Lage                                         | Bezeichnung              | Beschreibung       | ID       | Bild           |
| -------------------------------------------- | ------------------------ | ------------------ | -------- | -------------- |
| Wehrstraße 29 52° 9′ 10″ N, 10° 19′ 28″ O    | Medienzentrum Salzgitter |                    | 31199210 |                |
| Thiestraße 23 52° 9′ 7″ N, 10° 19′ 29″ O     | Kirche                   | St.-Andreas-Kirche | 31199152 | Weitere Bilder |
| Thiestraße 23 52° 9′ 7″ N, 10° 19′ 28″ O     | Kirchhof                 |                    | 31199173 | BW             |
| Thiestraße 23 52° 9′ 7″ N, 10° 19′ 30″ O     | Kriegerdenkmal           | 1914/18            | 31199192 |                |
| St.-Andreas-Weg 9 52° 9′ 6″ N, 10° 19′ 27″ O | Scheune                  |                    | 31198608 |                |

## Salder

### Gruppe: Schloss Salder
Baudenkmal (Gruppe):

| Lage                                           | Bezeichnung    | Beschreibung | ID       | Bild           |
| ---------------------------------------------- | -------------- | ------------ | -------- | -------------- |
| Hinter dem Knick 33 52° 8′ 8″ N, 10° 20′ 15″ O | Schloss Salder |              | 31191487 | Weitere Bilder |

Baudenkmale (Einzeln):

| Lage                                           | Bezeichnung              | Beschreibung | ID       | Bild |
| ---------------------------------------------- | ------------------------ | ------------ | -------- | ---- |
| Hinter dem Knick 33 52° 8′ 7″ N, 10° 20′ 18″ O | Schloss                  |              | 31202809 | BW   |
| Hinter dem Knick 33 52° 8′ 8″ N, 10° 20′ 20″ O | Brunnen                  |              | 31202769 | BW   |
| Hinter dem Knick 33 52° 8′ 9″ N, 10° 20′ 16″ O | Stall                    |              | 31202708 | BW   |
| Museumstraße 34 52° 8′ 9″ N, 10° 20′ 13″ O     | Wohn-/Wirtschaftsgebäude |              | 31203058 | BW   |
| Hinter dem Knick 52° 8′ 9″ N, 10° 20′ 13″ O    | Tor                      |              | 31202747 | BW   |
| Museumstraße 36 52° 8′ 8″ N, 10° 20′ 14″ O     | Stallscheune             |              | 31203079 | BW   |

### Gruppe: Kirchhof Salder
Baudenkmal (Gruppe):

| Lage                                        | Bezeichnung     | Beschreibung                                              | ID       | Bild           |
| ------------------------------------------- | --------------- | --------------------------------------------------------- | -------- | -------------- |
| Museumstraße 13 52° 8′ 18″ N, 10° 20′ 12″ O | Kirchhof Salder | Kirche, Glockenturm, Einfriedung, Grabsteine und Kirchhof | 31191473 | Weitere Bilder |

Baudenkmale (Einzeln):

| Lage                                        | Bezeichnung | Beschreibung                       | ID       | Bild |
| ------------------------------------------- | ----------- | ---------------------------------- | -------- | ---- |
| Museumstraße 13 52° 8′ 17″ N, 10° 20′ 12″ O | Kirche      | Altar und Kanzel der Schlosskirche | 31202920 |      |
| Museumstraße 13 52° 8′ 17″ N, 10° 20′ 11″ O | Kirchhof    |                                    | 31202960 | BW   |
| Museumstraße 13 52° 8′ 18″ N, 10° 20′ 10″ O | Glockenturm |                                    | 31202941 | BW   |
| Museumstraße 13 52° 8′ 17″ N, 10° 20′ 13″ O | Grabsteine  |                                    | 31225359 | BW   |

### Baudenkmale (Einzeln)
| Lage                                            | Bezeichnung              | Beschreibung            | ID       | Bild |
| ----------------------------------------------- | ------------------------ | ----------------------- | -------- | ---- |
| Gänsebleek 11 52° 8′ 11″ N, 10° 20′ 3″ O        | Wohnhaus                 |                         | 31202640 | BW   |
| Hinter dem Knick 37 52° 8′ 5″ N, 10° 20′ 18″ O  | Wohnhaus                 |                         | 31202830 | BW   |
| Hinter dem Knick 52° 8′ 4″ N, 10° 20′ 19″ O     | Brücke                   | WL Fuhse                | 31202685 | BW   |
| Hinter dem Knick 14 52° 8′ 14″ N, 10° 20′ 26″ O | Wohnhaus                 |                         | 31202787 | BW   |
| Museumstraße 21 52° 8′ 14″ N, 10° 20′ 12″ O     | Schulgebäude             |                         | 31203035 | BW   |
| Gerichtsweg 3/5 52° 8′ 18″ N, 10° 20′ 27″ O     | Amtsgericht Salder       |                         | 31202662 |      |
| Museumstraße 52° 8′ 9″ N, 10° 20′ 8″ O          | Brücke                   | WL Fuhse                | 31203123 | BW   |
| Museumstraße 40 52° 8′ 9″ N, 10° 20′ 10″ O      | Postgebäude              |                         | 31203100 | BW   |
| Museumstraße 9 52° 8′ 19″ N, 10° 20′ 13″ O      | Pfarrhaus                |                         | 31202898 | BW   |
| Dammstraße 15 52° 8′ 19″ N, 10° 20′ 8″ O        | Wohnhaus                 |                         | 31202595 | BW   |
| Dammstraße 15 52° 8′ 19″ N, 10° 20′ 8″ O        | Hofeinfahrt              |                         | 31224939 | BW   |
| Dammstraße 15 52° 8′ 18″ N, 10° 20′ 7″ O        | Natursteinmauer          |                         | 31225414 | BW   |
| Vor dem Dorfe 12 52° 8′ 21″ N, 10° 20′ 18″ O    | Wohnhaus                 |                         | 31203145 | BW   |
| Klint 10 52° 8′ 22″ N, 10° 20′ 4″ O             | Wohn-/Wirtschaftsgebäude |                         | 31202852 | BW   |
| Am kleinen Hof 5 52° 8′ 18″ N, 10° 20′ 4″ O     | Wohnhaus                 |                         | 31202551 | BW   |
| Museumstraße 52° 8′ 12″ N, 10° 20′ 10″ O        | Stallscheune             | ehemaliger Kornspeicher | 31202875 | BW   |
| Dammstraße 52° 8′ 12″ N, 10° 19′ 59″ O          | Brücke WL Fuhse          |                         | 31202573 | BW   |